# Eric Idema
Derk Roelof (Eric) Idema (Nieuw-Weerdinge, 31 januari 1975) is een Nederlandse ondernemer. Idema is oprichter van EQOM Group, een consortium van grote erotiekbedrijven, waaronder EasyToys en Christine le Duc. Eric Idema was tot 1 juli 2024 CEO van de EQOM Groep. Sindsdien heeft hij zijn focus verlegd naar het optreden als investeerder in diverse bedrijven en het coachen van andere ondernemers. Daarnaast is hij een veelgevraagd spreker over ondernemerschap en is hij actief betrokken bij filantropische activiteiten, waarbij hij giften overhandigt aan goede doelen zoals Stichting Hartekind.

## Jeugd en opleiding
Idema werd geboren in het Drentse Nieuw-Weerdinge. Zijn ouders hadden een fietsenzaak en een speelgoedwinkel. Idema studeerde aan de landbouwschool in Winsum en aansluitend aan de middelbare landbouwschool in Groningen. Als bijbaan werkte hij op het Groningse platteland en in de kassen.
Na het behalen van zijn diploma ging hij werken in de landbouwlogistiek bij Landjuweel. Na enkele jaren maakte hij de overstap naar het internationaal goederenvervoer van de Noordelijke Vervoerders Organisatie waar hij werkte als planner. 
In 1998 werd Idema aangenomen als facilitair medewerker bij internetbedrijf Wish in Noord-Brabant. Idema ontving zijn eerste laptop en leerde van zijn IT-collega’s hoe je websites moest bouwen en programmeren.

## Oprichting EDC
In 2000 stapte Idema over naar de zaak van zijn schoonvader in Delfzijl en deed ondertussen onderzoek naar de mogelijkheden van een eigen website. Enkele collega’s bij Wish runden hun eigen erotiekwebsites naast hun vaste baan. Dat vond Idema een interessante business met een slim verdienmodel. In 2004 startte hij officieel voor zichzelf, vanaf zijn zolderkamer. Hij richtte verschillende erotiekwebsites op die hij zelf bouwde en waarvoor hij zelf de marketing deed, waaronder Erodiscount.nl. Hij huurde webcams en kocht videocontent in en zette er vervolgens een betaalmuur tussen. Twee jaar later nam Idema een programmeur in dienst en ging hij ook erotische producten verkopen. De daaropvolgende jaren bouwde hij het bedrijf verder uit.
Op 21 februari 2007 werd online erotiekwinkel EDC opgericht en zag merknaam EasyToys het levenslicht. ‘Easy’, omdat het doel van Idema was dat seksspeeltjes op een eenvoudige en laagdrempelige manier konden worden besteld. Na verschillende uitbreidingen en verhuizingen, vestigde Idema het hoofdkantoor in 2016 in Veendam. 

## Overnames en fusies
In 2019 nam EDC het Duitse erotiekconcern Beate Uhse over. Vanaf dat moment was EDC marktleider in Europa. Van 2020 tot 1 juli 2024 stond Idema aan het hoofd van EQOM Group, voortgekomen uit het samengegaan van EDC en groothandelaar Eropartner Distribution. EQOM realiseerde de overnames van Christine le Duc, het Noorse Kondomeriet, Nytelse en het Duitse Amorelie. Het bedrijf is actief in Europa, de Verenigde Staten, Zuid-Amerika, Azië, Afrika en Australië.

## Awards en onderscheidingen
- Veendammer Ondernemer 2015[6]
- FD Gazelle 2016[7]
- FD Gazelle 2018[8]
- FD Gazelle 2020[9]
- FD Gazelle 2022 (Goud)[10]
- Shopping Awards Publiekprijs 2022 ( Goud)[11]
- Beste Inhaker The Best Social Awards 2022[12]
- Groninger Ondernemingsprijs 2023[13]

## Privéleven
Idema is getrouwd en heeft een dochter.